# تاكسين شيناواترا
تاكسين شيناواترا (بالتايلندية: ทักษิณ ชินวัตร) (ولد في 26 يوليو 1949) هو رجل أعمال وسياسي تايلاندي، شغل منصب رئيس وزراء تايلند بين سنة 2001 إلى غاية 2006، عندما أطيح به في انقلاب عسكري.

## مسيرته

### أزمة 2006
في 2006 اشتدت أزمة حيث تداعت عليه المعارضة منددة وضاغطة. القطرة التي أفاضت الكأس وأشعلت لهيب الأزمة الضارية ضد تاكسن كانت بسبب ضلوعه في قضايا فساد. وهي ضربة قضت مضجع رئيس الوزراء وكانت سببا في الانقلاب عليه ليلة 19 إلى 20 من أيلول 2006. فالعسكر وضعوا حدّاً لعهدته التي بدأت في 2001 وقد وعدوا جراء ذلك باسترداد الحكم إلى المدنيين بعدها.
معارضوه هم في الأغلب الأعم من النخبة، من سكان الحضر، وهم من مناصري حزب الائتلاف الشعبي من أجل الديمقراطية PAD وهم يتهمون تاكسين بالفساد. بينما مؤيدوه يرون فيه فارسا مغوارا، أغلبهم من ميسوري الحال من أهل القرى فهم يشدون من أزره على الأقل على المستوى القاعدة الشعبية.
فولّى تاسكين وجهه شطر المملكة المتحدة بعدها حيث امتلك فيها بيتا واشترى نادي مانشستر سيتي ب81 مليون جنيه في 21 يونيو 2007، وباعه بعدها في سبتمبر 2008 لمجموعة أبوظبي الاتحاد للتنمية والاستثمار ب200 مليون جنيه.

### انتخابات 2007
الانتخابات الأولى بعد الانقلاب جرت في نهاية 2007، ساماك سوندراجيف، من رفقاء درب تاكسين ومقربيه يفوز برئاسة الحكومة. عاد بعدها تاكسين أخيرا إلى أرض الوطن.
في فبراير 2008 أعلن تاكسين أنه لن يرجع بعد ذلك اليوم إلى الخطوط الأمامية في السياسة التايلاندية.

## المنفى والعودة للبلاد
غادر تاكسين شيناواترا تايلند لمدة خمسة عشر بمنفى اختياري بعد صدور حكم بسجنه بقضية تورطه في ممارسات انطوت على تضارب للمصالح، ثم عاد إلى تايلند في العام 2023 ليصدر حكم بسجنه سنة واحدة ليقضي منها ستة أشهر فقط ثم ليفرج عنه في 13 فبراير 2024 بعد أن حصل على إطلاق سراح مشروط .

## روابط خارجية
- تاكسين شيناواترا على موقع الموسوعة البريطانية (الإنجليزية)
- تاكسين شيناواترا على موقع مونزينجر (الألمانية)
- تاكسين شيناواترا على موقع إن إن دي بي (الإنجليزية)